# Bert Jansch

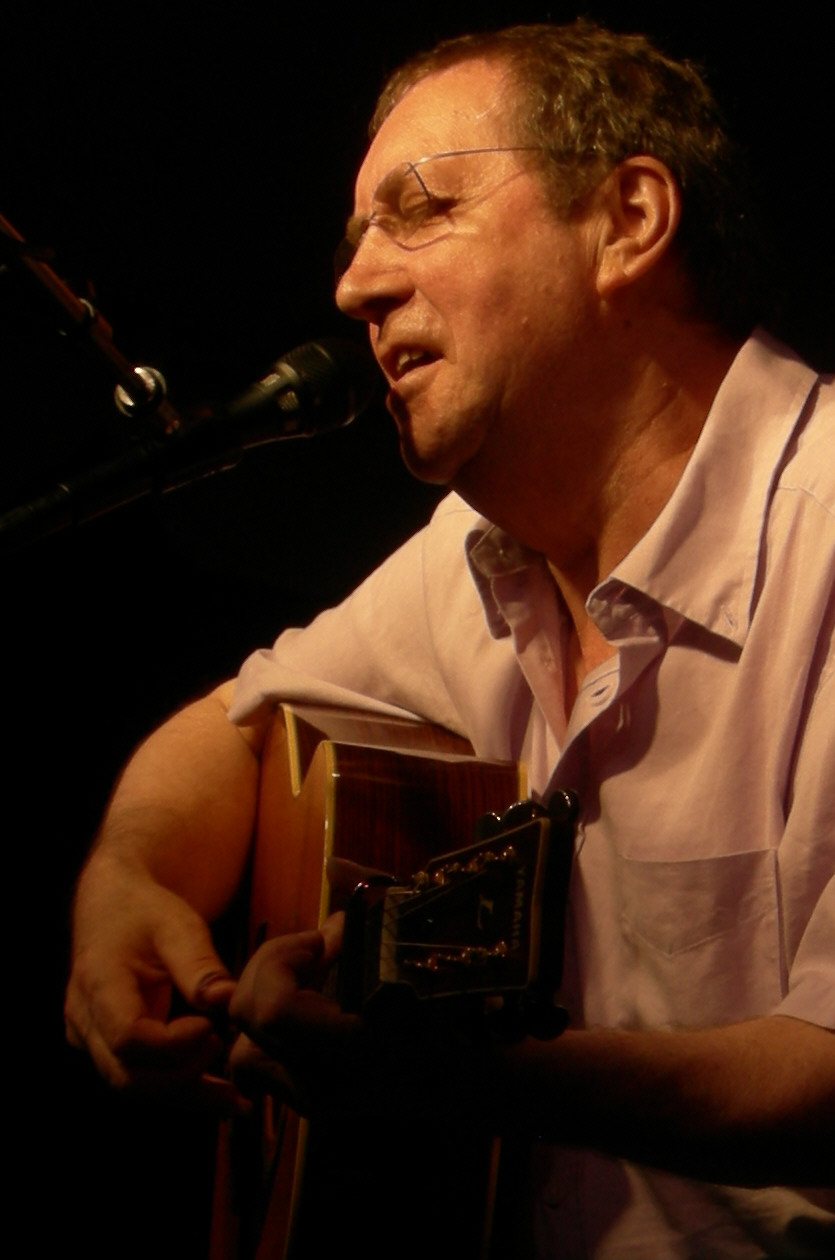
Bert Jansch 2007

Herbert Jansch (Glasgow, 3 november 1943 - 5 oktober 2011), beter bekend als Bert Jansch, was een Schotse folkmuzikant en een van de stichters van de band Pentangle. In de jaren 60 werd hij sterk beïnvloed door de gitarist Davey Graham en folkzangers als Anne Briggs. Hij stond voornamelijk te boek als vooruitstrevend akoestisch gitarist.
Jansch heeft ten minste 25 albums op zijn naam staan en heeft vanaf de jaren 60 getoerd. Zijn werk heeft artiesten als Paul Simon, Johnny Marr, Bernard Butler, Jimmy Page, Nick Drake, Donovan en Neil Young beïnvloed. Hij heeft twee Lifetime Achievement Awards bij de BBC Folk Awards mogen ontvangen: in 2001 voor zijn solo-optredens en de andere in 2007 als lid van Pentangle.

## Biografie
Jansch werd geboren in het Stobhill Ziekenhuis in Glasgow in 1943 als afstammeling van een familie, oorspronkelijk afkomstig uit Hamburg, die zich in Groot-Brittannië vestigde tijdens het Victoriaans tijdperk. De familienaam wordt door velen uitgesproken als 'Yansh' [jænʃ], maar niet door Jansch zelf. Jansch werd opgevoed in Edinburgh waar hij woonde en de Pennywell Primary School en Ainslie Park Secondary School bezocht. Als tiener kreeg hij een gitaar en begon hij de lokale folkclub De Howff, gerund door Roy Gues, te bezoeken. Daar ontmoette hij Archie Fisher en Jill Doyle (Davey Grahams halfzus), die hem de muziek van Big Bill Broonzy, Pete Seeger, Brownie McGhee en Woody Guthrie liet horen. Hij deelde een flat met Robin Williamson, die zijn vriend bleef tot Jansch later naar Londen verhuisde.
Hij bracht daar twee jaar door met gelegenheidsoptredens in Britse folk-clubs. Tussen 1963 en 1965 reisde hij in Europa en daarbuiten, liftend van plaats tot plaats en levend van inkomsten als straatmuzikant en ongedwongen muzikale optredens in bars en cafés. Jansch verhuisde uiteindelijk naar Londen, waar in het midden van de jaren 60 een groeiende interesse in de volksmuziek was. Daar ontmoette hij de ingenieur en producer Bill Leader, in wiens huis zij muziek maakten voor een opname op een tape recorder. Leader verkocht de tape voor £ 100 aan Transatlantic Records. Het album Bert Jansch werd uitgebracht in 1965 en er werden 150.000 exemplaren van verkocht. Tot de beste nummers van dit album worden Do you hear me now en Needle of death gerekend. In zijn vroege carrière werd Jansch soms gekarakteriseerd als een Britse Bob Dylan.
Op 19 oktober 1968 trouwde Jansch met Heather Sewell. Op dat moment was zij student aan de kunstacademie en een vriendin van Roy Harper. Ze inspireerde een aantal van Jansch songs en instrumentals: de meest voor de hand liggende is Miss Heather Rosemary Sewell. Als Heather Jansch is ze uitgegroeid tot een bekend beeldhouwer.
Het eerste grote Pentangle-concert was in de Royal Festival Hall in 1967 en hun eerste album werd uitgebracht in 1968. Pentangle begon aan een veeleisend schema van het verkennen van de wereld en het opnemen van concerten tijdens deze periode. Jansch gaf grotendeels solo-optredens. Toen Pentangle opgesplitst werd in januari 1973 kochten Jansch en zijn vrouw een boerderij in de buurt Lampeter in Wales en trok hij zich tijdelijk uit het concert circuit terug. Na twee jaar als boer gewerkt te hebben verliet Jansch zijn vrouw en familie en keerde hij terug naar de muziek.
In 2001 ontving  Jansch  een Lifetime Achievement Award bij BBC Radio 2 Folk Awards. Op 5 juni 2006 ontving hij de Mojo Merit Award op de Mojo Honours List, gebaseerd op "...een uitgebreide carrière die nog steeds inspirerend werkt".
In januari 2007 ontvingen de vijf originele leden van Pentangle (met inbegrip van Jansch) de Lifetime Achievement Award bij het BBC Radio 2 Folk Awards. De prijs werd uitgereikt door Sir David Attenborough. Producer John Leonard zei: "Pentangle was een van de meest invloedrijke groepen uit de 20e eeuw". In 2007 kreeg Jansch een eredoctoraat voor muziek uitgereikt door de Universiteit van Edinburgh Napier  "...als erkenning voor zijn uitzonderlijke bijdrage aan de Britse muziekindustrie".
Op 5 oktober 2011 overleed Jansch aan de gevolgen van longkanker. Zijn vrouw overleed enkele maanden later, ook ten gevolge van kanker.
Bij Pentangle bespeelde Jansch de instrumenten: banjo, Appalachian dulcimer, recorder en concertina en soms de elektrische gitaar.

## Discografie

### Albums
- 1965 – Bert Jansch
- 1965 – It Don't Bother Me
- 1966 – Jack Orion (met John Renbourn)
- 1966 – Bert And John (met John Renbourn)
- 1967 – Nicola
- 1969 – Birthday Blues
- 1971 – Rosemary Lane
- 1973 – Moonshine
- 1974 – L.A. Turnaround
- 1975 – Santa Barbara Honeymoon
- 1977 – A Rare Conundrum (in 1976 verschenen in Denemarken en in 1977 in het Verenigd Koninkrijk)
- 1979 – Avocet (in 1978 verschenen in Denemarken en in 1979 in het Verenigd Koninkrijk)
- 1980 – Thirteen Down (ook "The Bert Jansch Conundrum")
- 1982 – Heartbreak
- 1985 – From The Outside (uitgebracht in België)
- 1989 – Leather Launderette (met Rod Clements)
- 1990 – Sketches
- 1990 – The Ornament Tree
- 1995 – When The Circus Comes To Town
- 1998 – Toy Balloon
- 2000 – Crimson Moon
- 2002 – Edge of A Dream
- 2006 – The Black Swan

### Live
- 1980 – Bert Jansch Live at La Foret (uitgebracht in Japan)
- 1993 – BBC Radio 1 Live in Concert
- 1996 – Live At The 12 Bar: An Authorised Bootleg
- 1998 – Young Man Blues
- 2001 – Downunder: Live In Australia
- 2004 – The River Sessions
- 2007 – Fresh As a Sweet Sunday Morning (Live concert 2006 CD / DVD)
- 2012 - Sweet Sweet Music (opgenomen in 2007)

### Singles en E.P.s
- 1966 – Needle of Death (EP)
- 1967 –"Life Depends on Love"/"A Little Sweet Sunshine"
- 1973 – "Oh My Father"/"The First Time I Ever Saw Your Face"
- 1974 – "In The Bleak Midwinter"/"One For Jo" (non-album A-side)
- 1975 – "Dance Lady Dance"/"Build Another Band"
- 1978 – "Black Birds of Brittany"/"The Mariner's Farewell"
- 1980 – "Time and Time"/"Una Linea Di Dolcezza"
- 1982 – "Heartbreak Hotel"/"Up To The Stars"
- 1985 – "Playing the Game"/"After the Long Night"
- 2003 – "On the Edge of a Dream"/"Walking This Road"/"Crimson Moon"

### Compilaties
- 1966 – Lucky Thirteen
- 1969 – Bert Jansch: The Bert Jansch Sampler
- 1972 – Box Of Love: The Bert Jansch Sampler Volume 2
- 1986 – Strolling Down The Highway
- 1992 – The Gardener: Essential Bert Jansch
- 1993 – Three Chord Trick
- 1997 – Blackwater Side
- 2000 – Dazzling Stranger: The Bert Jansch Anthology

### DVD
- 2007 – Fresh As a Sweet Sunday Morning (Live concert 2006)